# VIA Gra
VIA Gra (in ucraino ВІА Гра?, VIA Hra; in russo ВИА Гра?, VIA Gra), noto anche come Nu Virgos, è stato un girl group ucraino formatosi a Kiev nel 2000 e attivo, a più formazioni, fino al 2025.
Originariamente composto solo da cantanti ucraine, è uno dei gruppi pop di maggior successo dei Paesi dell'ex Unione Sovietica. Una sua caratteristica sono stati i continui cambi di formazione, oltre al repertorio musicale inciso in lingua russa. 

## Storia

### Origini e primi successi (2000-2001)
L'idea del progetto nasce dal produttore Dmitrij Kostjuk e dal compositore Konstantin Meladze. Le prime due cantanti del gruppo erano Alëna Vinnickaja e Nadežda Granovskaja, entrambe ucraine. Fu Meladze a scoprire Granovskaja, tramite alcune foto amatoriali, mentre Vinnizkaja, scelta da Kostjuk, lavorava nel programma televisivo Biz TV. 
Il nome "VIA Gra" è un gioco di parole ucraino: "VIA" è l'acronimo di "vocalno-instrumental'nyj ansambl" (complesso vocale-strumentale), mentre "Gra" significa "gioco"; il nome richiama inoltre anche i cognomi delle prime due componenti: VI-nnick-A e GR-anovsk-A. Un'altra versione attribuita alla scelta del nome del collettivo è la semplice allusione al farmaco omonimo.
Il primo singolo dell'allora duo, Popytka № 5, è stato un grande successo e ha ricevuto premi discografici russi, come "Zolotaja gira" e "Zolotoj grammofon". Il videoclip del singolo è stato trasmesso per la prima volta il 3 settembre 2000 nel programma Biz TV. Dopo il successo del secondo singolo Obnimi menja, il gruppo ha iniziato a esibirsi dal vivo, debuttando il 20 dicembre 2000 a Dnipropetrovs'k. Altri due singoli di grande successo nel 2001 sono stati Ja ne vernus' e Bomba.
Il 31 agosto 2001 il gruppo ha firmato un contratto con la Sony Music per la pubblicazione di cinque album. Il disco di debutto, l'omonimo Popytka № 5 del primo brano di successo, viene pubblicato nel settembre seguente, seguito da un tour promozionale.

### Primi cambi di formazione e successi internazionali (2002-2004)

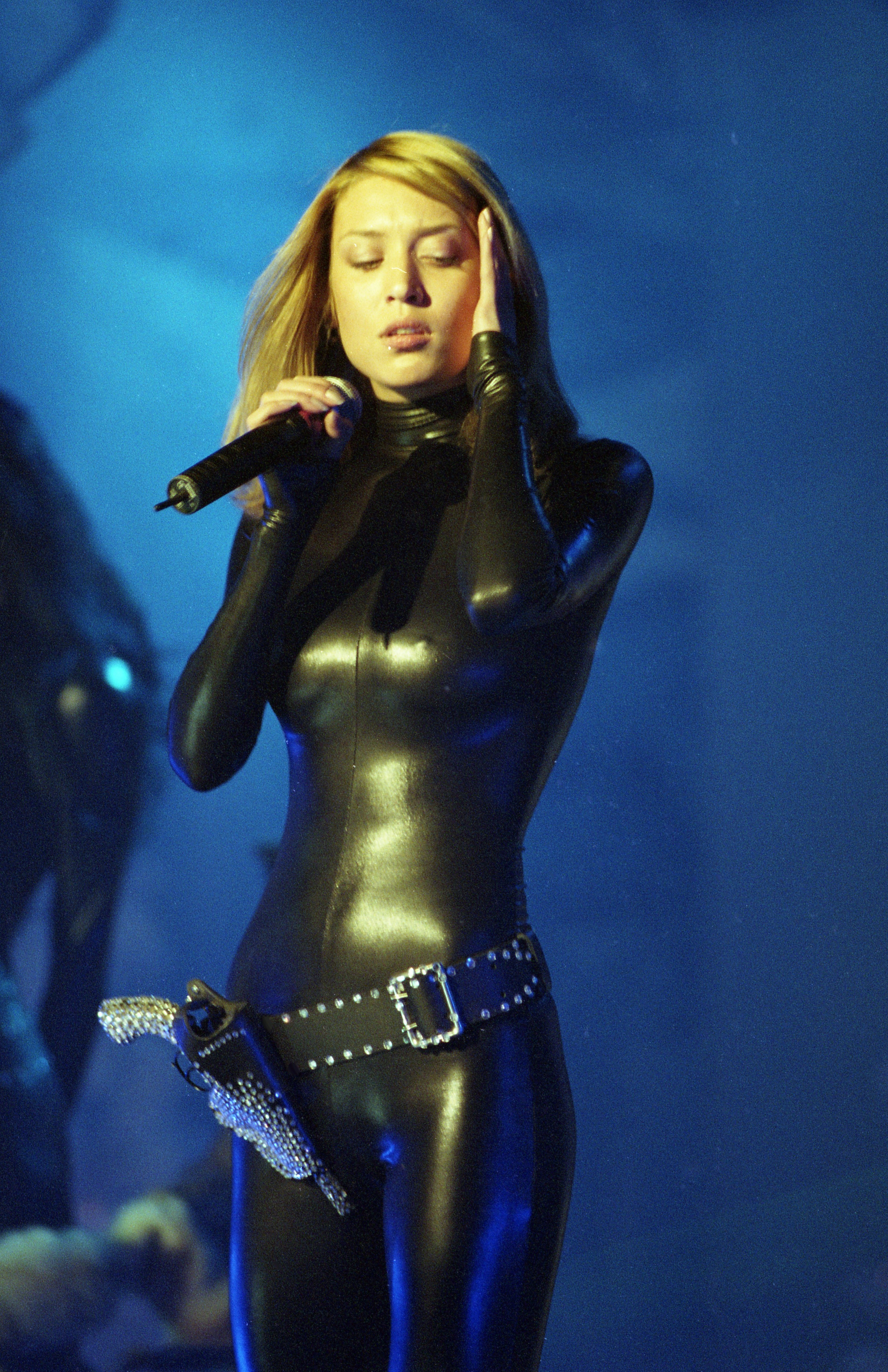
Alëna Vinnickaja (2000-2003)

Nel 2002 il gruppo ha subito le prime modifiche nella formazione. Data la maternità di Granovskaja, è stato aperto un casting per cercare una sostituta, da cui sono state selezionate la presentatrice televisiva ucraina Anna Sedokova e la prima ragazza russa, una modella di San Pietroburgo, Tat'jana Najnik, trasformando così il duo in un trio. Con questa nuova formazione è stato lanciato il singolo e il videoclip in lingua russa Stop! Stop! Stop!.
Nel settembre dello stesso anno è stato lanciato il singolo in lingua russa Good morning, papa!, che ha segnato il ritorno nel gruppo di Granovskaja. Nel videoclip la canzone è cantata da Vinnickaja, Granovskaja e Sedokova, ma appare anche Tat'jana Najnik. Per la modella russa sarà la ultima apparizione nel gruppo.
A inizio 2003 Alëna Vinnickaja decide di iniziare la carriera solista, abbandonando la formazione. Al suo posto viene scelta l'ucraina Vera Brežneva, con la quale viene pubblicato il singolo Ne ostavljaj menja, ljubimyj e il secondo album intitolato Stop! Stop! Stop!. Di seguito, nell'estate 2003 il tormentone Ubej moju podrugu e la prima canzone in inglese, la versione tradotta di Stop! Stop! Stop!. 
Nel frattempo, il successo del collettivo nei Paesi della Comunità degli Stati Indipendenti ha portato la Sony alla decisione di esportare il gruppo sul mercato internazionale, facendo partire le registrazioni del disco d'esordio in lingua inglese, uscito ufficialmente nel settembre del 2003 e con un buon impatto nel sud-est asiatico. Per il mercato inglese il gruppo viene rinominato Nu Virgos. Hanno iniziato poi le collaborazioni con il cantante Valerij Meladze, fratello di Konstantin Meladze, con il quale sfornano i due singoli Okean i tri reki e Pritjažen'ja bol'še net, vincitore nella categoria "canzone dell'anno" agli MTV Russia Music Awards 2004.

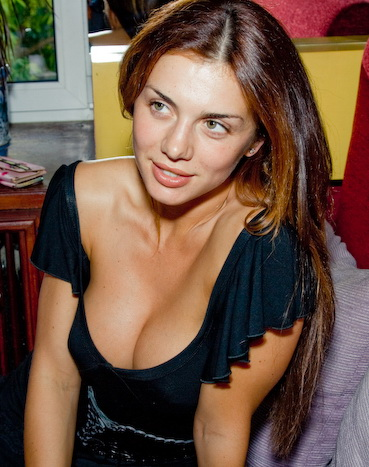
Anna Sedokova (2002-2004)

Nel 2004 anche Anna Sedokova abbandona il gruppo. La sostituta viene individuata nell'ucraina Svitlana Loboda che appare per la prima volta nel nuovo singolo Biologija. Nel video del singolo viene fatto di tutto per far rassomigliare Loboda a Sedokova, con conseguente malcontento della prima, che dopo aver partecipato ad alcuni programmi televisivi e al singolo Oj govorila čista voda, abbandona il gruppo per una carriera solista. Il nuovo rimpiazzo è la russa Al'bina Džanabaeva, ex corista nei concerti di Valerij Meladze.

### Eventi successivi e cambiamenti (2005-2007)

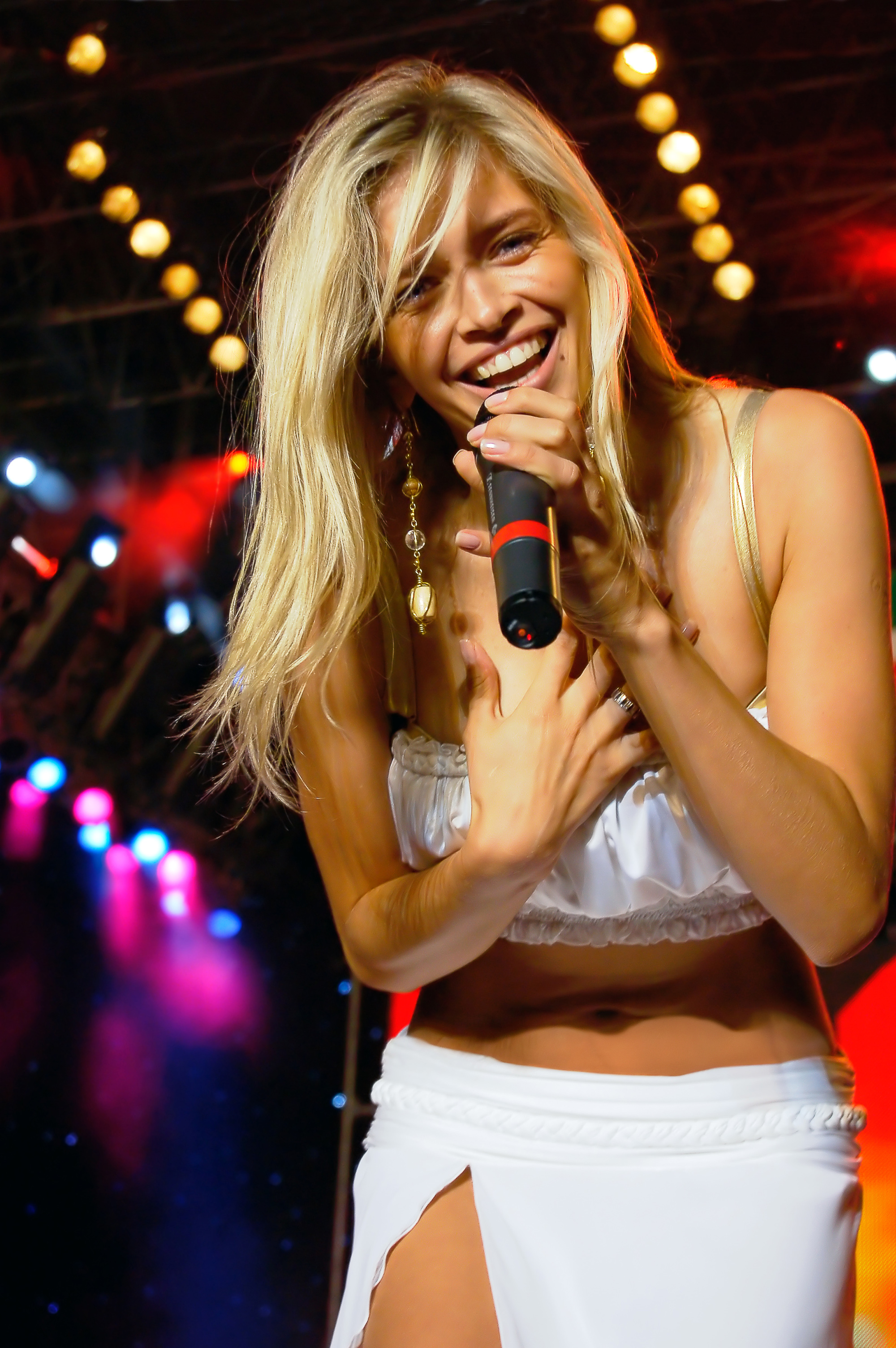
Vera Brežneva (2003-2007)

Nel 2005, con grande sorpresa del pubblico, viene annunciato lo scioglimento del gruppo. Alla base dell'annuncio vi era una crisi interna e la decisione di Brežneva e di Granovskaja di lasciare la formazione e dedicarsi ad altri progetti. I produttori decidono tuttavia di pubblicare un ultimo singolo, Brillianty, che insieme all'omonimo album (una raccolta delle migliori canzoni del gruppo), gode di un ottimo successo, facendo cambiare idea sulla fine del progetto.
Brežneva viene convinta a rimanere nella formazione, mentre Granovskaja (unico membro originale ancora presente nel gruppo) viene esclusa dal trio in maniera polemica. In seguito, la stessa dichiarerà che il suo allontanamento è stato causato dal desiderio di innovazione nel gruppo da parte dei produttori. Per sostituire Granovskaja vengono effettuati vari casting nel 2006 e in un primo momento viene scelta l'ucraina Ol'ga Korjagina; tuttavia, per motivi misteriosi, la stessa viene invece sostituita dall'ucraina Kristina Koc-Gotlib, che aveva vinto il concorso «Miss Donetsk» nel 2003. Quest'ultima partecipa al successivo singolo Оbmani, no ostan'sja, ma viene ritenuta inadatta al gruppo ed esclusa di conseguenza, lasciando nuovamente spazio alla vincitrice del casting Ol'ga Korjagina, a cui viene data una seconda possibilità.
Con la nuova formazione viene pubblicato nella primavera del 2007 l'album L.M.L., sia in inglese sia in russo, con i singoli Cvetok i nož e L.M.L..
Poco tempo dopo, però, anche Ol'ga Korjagina e Vera Brežneva decidono di abbandonare la band, la prima per dedicarsi alla vita familiare, uscendo definitivamente dalle scene musicali, mentre la seconda per partecipare ad altri progetti televisivi. Al loro posto viene scelta una sola sostituta, la russa Meseda Bagaudinova, facendo così tornare il gruppo a essere formato come in origine solo da due ragazze e per la prima volta nella sua storia da due cantanti russe.

### Nuovi progetti e la prima interruzione (2008-2012)

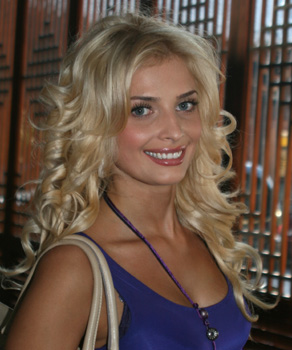
Tat'jana Kotova (2008-2010)

Il nuovo album, pubblicato tra il 2007 e il 2008, si intitola Pocelui ed è una raccolta della discografia del gruppo, con nuove aggiunte, tra cui l'omonima traccia. Con il seguente singolo Ja ne bojus', le VIA Gra ritornano in tre con il nuovo acquisto, la russa Tat'jana Kotova, vincitrice del concorso Miss Russia nel 2006.
Con la nuova formazione vengono lanciati i singoli My emancipation (in lingua russa) e Amerikanskaja žena, che fa parte della colonna sonora del film Stiljagi, diretto da Valerij Todorovskij.
Risale al gennaio 2009 un'ulteriore modifica di formazione del gruppo, quando Meseda Bagaudinova abbandona il collettivo lasciando il posto, per la gioia di molti fan, a una delle cantanti originarie del gruppo, Nadežda Granovskaja. Il nuovo singolo Antigejša, trasmesso per la prima volta nel marzo 2009, segna il ritorno nella formazione della cantante dopo l'abbandono polemico di tre anni prima.
L'anno dopo, nel marzo 2010, Tat'jana Kotova decide di lasciare il gruppo, motivando la sua scelta con la decisione personale di avviare una carriera solista. Tuttavia, secondo alcune indiscrezioni non confermate, sarebbe stata allontanata da Konstantin Meladze per violazione delle regole interne del gruppo. Con la nuova solista della band, la russa Eva Bušmina, vincitrice della terza edizione del concorso musicale televisivo ucraino Fabrika zvëzd, il gruppo ha registrato i brani Pošel von!, che debutta nell'aprile seguente, e Den' bez tebja, pubblicato in autunno.
Il 27 marzo 2011 si è svolto a Mosca un grande concerto celebrativo del gruppo, in occasione dei dieci anni di carriera. Per la prima volta sul palco si sono esibite insieme varie formazioni del passato: Al'bina Džanabaeva, Meseda Bagautdinova, Tat'jana Kotova, Vera Brežneva, Anna Sedokova e Nadežda Granovskaja. Questo evento, molto apprezzato dai fan, ha suscitato ampie discussioni nei media.
Nel dicembre dello stesso anno è stata annunciata la nuova formazione con Santa Dimopulos al posto di Bagautdinova. Questa formazione (Džanabaeva, Bušmina, Dimopulos) è rimasta stabile per circa un anno e mezzo. Nonostante la continuità nella produzione musicale, il gruppo ha iniziato a perdere parte della sua popolarità rispetto ai primi anni 2000. La concorrenza crescente e il cambiamento del gusto musicale del pubblico hanno influenzato negativamente la rilevanza delle VIA Gra. 
Il 25 ottobre 2012 si è tenuto il concerto d'addio del gruppo a Kiev, dopo il quale Konstantin Meladze ha annunciato ufficialmente lo scioglimento del progetto VIA Gra dal nuovo anno, affermando che l'idea era "esaurita artisticamente" e che preferiva concludere l'esperienza "prima che diventasse una caricatura di se stessa".

### Rilancio, nuova generazione e scioglimento definitivo (2013-2025)
Non riuscendo a trovare accordi sui diritti del marchio, i due produttori hanno iniziato a lavorare parallelamente a due progetti sotto lo stesso nome. Nel 2013, Dmitrij Kostjuk, in possesso dei diritti legali sul nome del gruppo, ha tenuto dei provini in Ucraina, da cui sono state selezionate tre nuove aspiranti, che tuttavia, con anche cambi di formazione, hanno avuto vita breve, sciogliendosi nel 2015. 

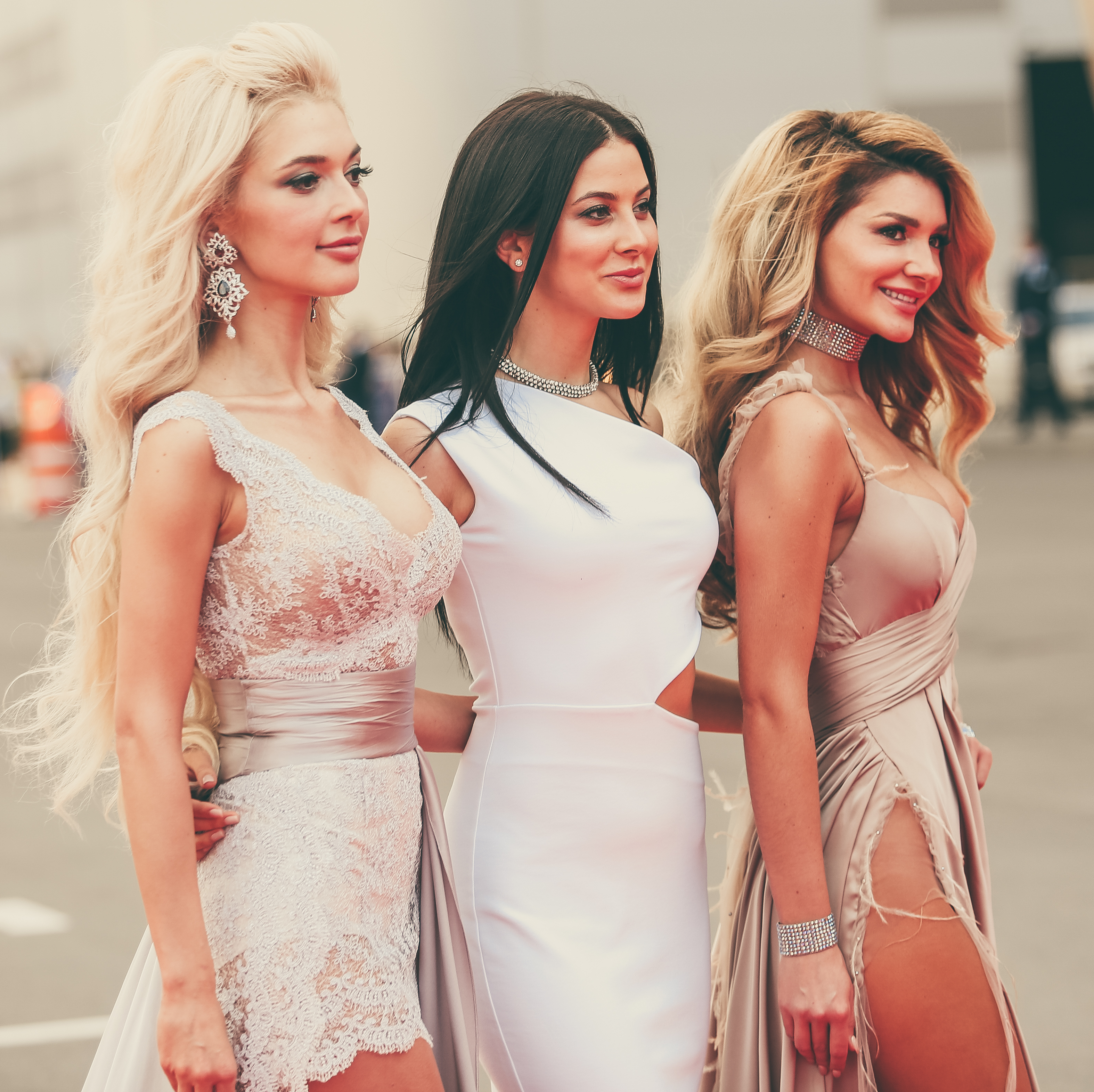
Il trio nel 2016 nella formazione Erika Herceh, Anastasija Koževnikova e Miša Romanova.

Konstantin Meladze, invece, ha rilanciato il gruppo VIA Gra con un talent show televisivo intitolato Choču v VIA Gru ("Voglio entrare nelle VIA Gra"), trasmesso nell'autunno del 2013 sui canali ucraini e russi. Il format ha riscosso grande successo e ha portato alla formazione di una nuova generazione del gruppo, composta da tre vincitrici: Erika Herceh, Anastasija Koževnikova e Miša Romanova. Questa formazione ha segnato una rinascita del band, con nuovi singoli come Peremirie e U menja pojavilsja drugoj.
Negli anni successivi, la formazione ha subito vari cambiamenti: Koževnikova e Romanova hanno lasciato il gruppo, sostituite da nuove cantanti tra cui Ul'jana Sineckaja, Ksenija Popova e Sofija Tarasova (nota anche per aver rappresentato l'Ucraina al Junior Eurovision Song Contest 2013).
Dal 2015 al 2021, il trio ha continuato a pubblicare singoli regolarmente, mantenendo un'immagine coerente fatta di sensualità sofisticata e melodie pop raffinate. Tuttavia, l'interesse mediatico ha cominciato lentamente a calare, anche a causa dell'emergere di nuovi progetti musicali e cambiamenti nel panorama pop dell'Europa orientale.
Il 24 febbraio 2022, con l'invasione russa dell'Ucraina, la situazione geopolitica ha avuto un impatto diretto sul gruppo, composto da artiste ucraine, con eventi promossi anche in Russia. Il gruppo ha così sospeso le attività pubbliche a tempo indeterminato, in segno di rispetto e per motivi logistici.
Nonostante la lunga pausa, il nome VIA Gra è rimasto attivo sui social e il gruppo ha pubblicato alcune incisioni e remix tra il 2023 e il 2024, ma senza una vera attività promozionale. Alcune componenti hanno iniziato carriere soliste o si sono dedicate alla televisione.
Il 23 maggio 2025, dopo la pubblicazione dell'ultimo singolo Galileo, registrato solo da due componenti, Konstantin Meladze ha annunciato ufficialmente lo scioglimento definitivo del gruppo VIA Gra, chiudendo un ciclo durato venticinque anni. In una dichiarazione, il produttore ha ringraziato tutte le artiste che hanno fatto parte del progetto e ha riconosciuto l'impatto culturale che il gruppo ha avuto nel mondo musicale russo e ucraino.

## Formazione

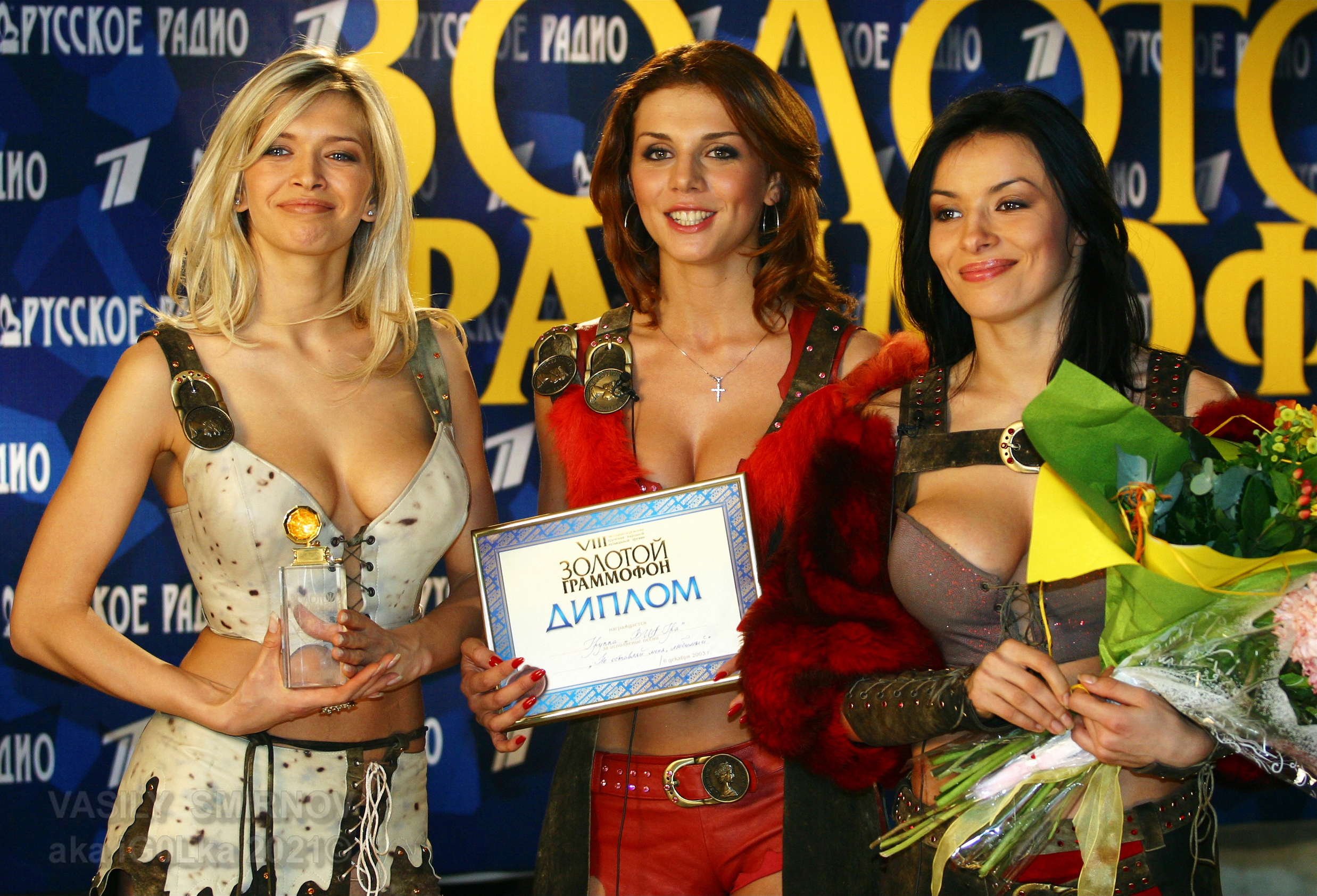
Il trio nella formazione 2003-2004

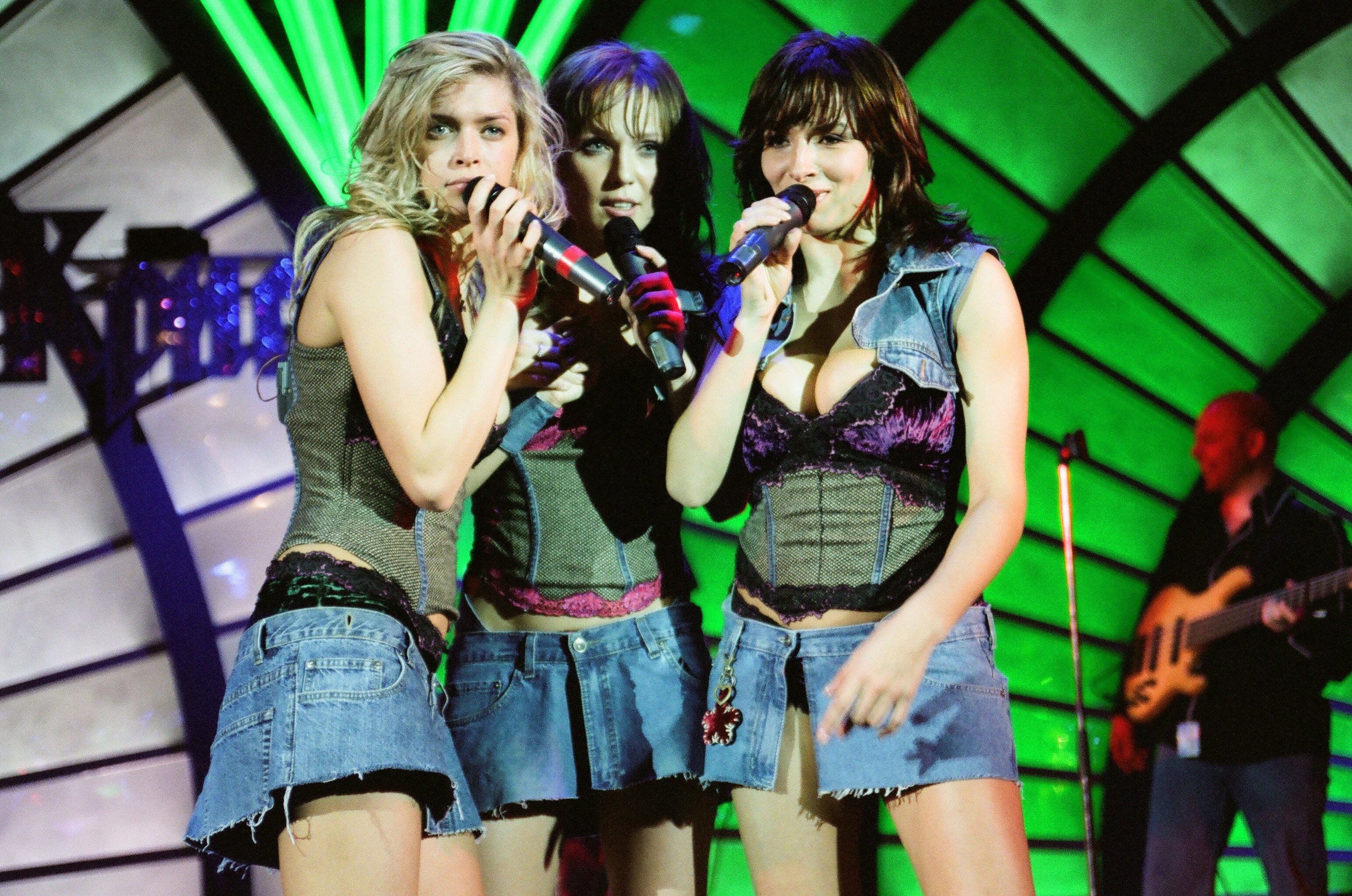
Il trio nella formazione 2004-2007

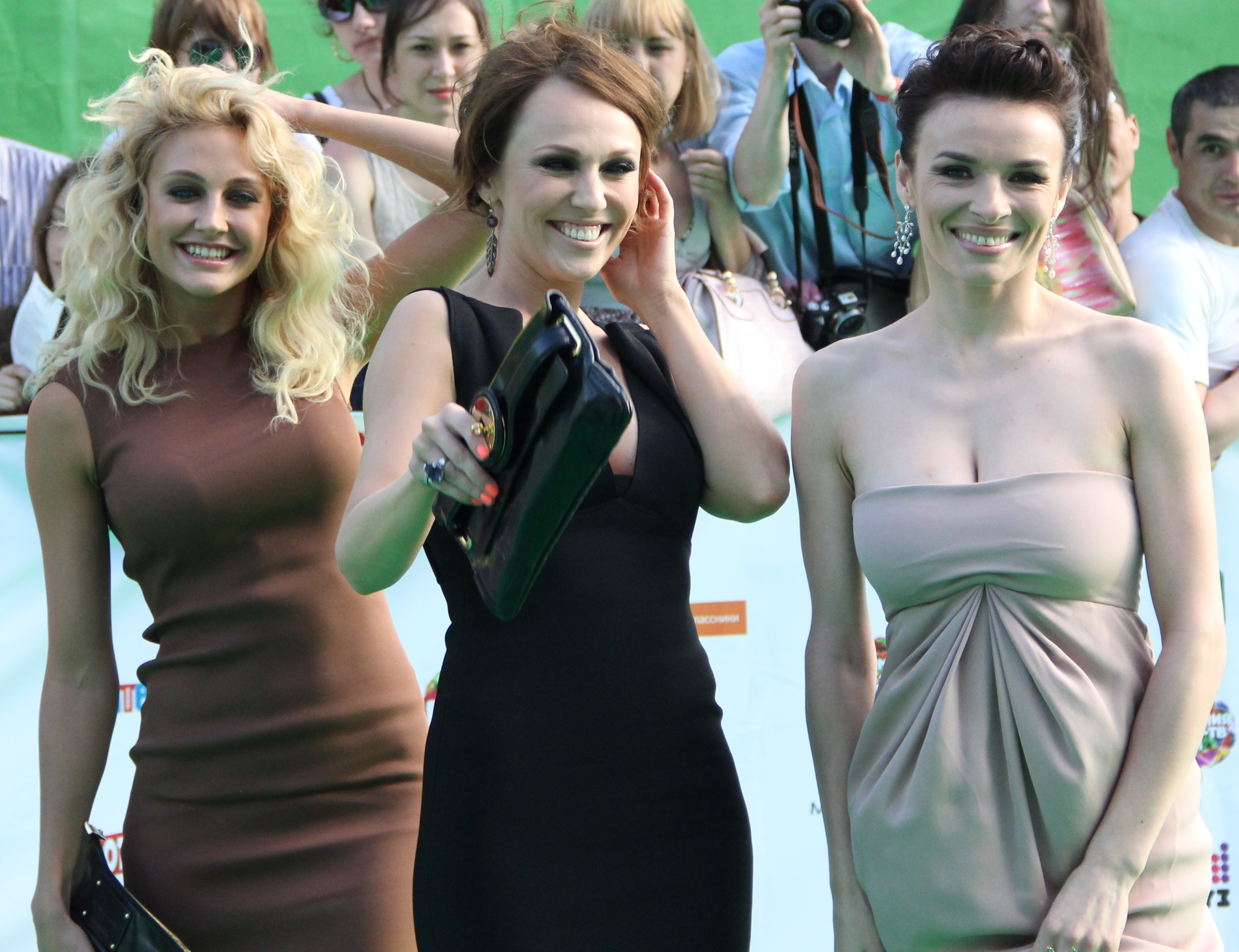
Il trio nella formazione 2010-2011

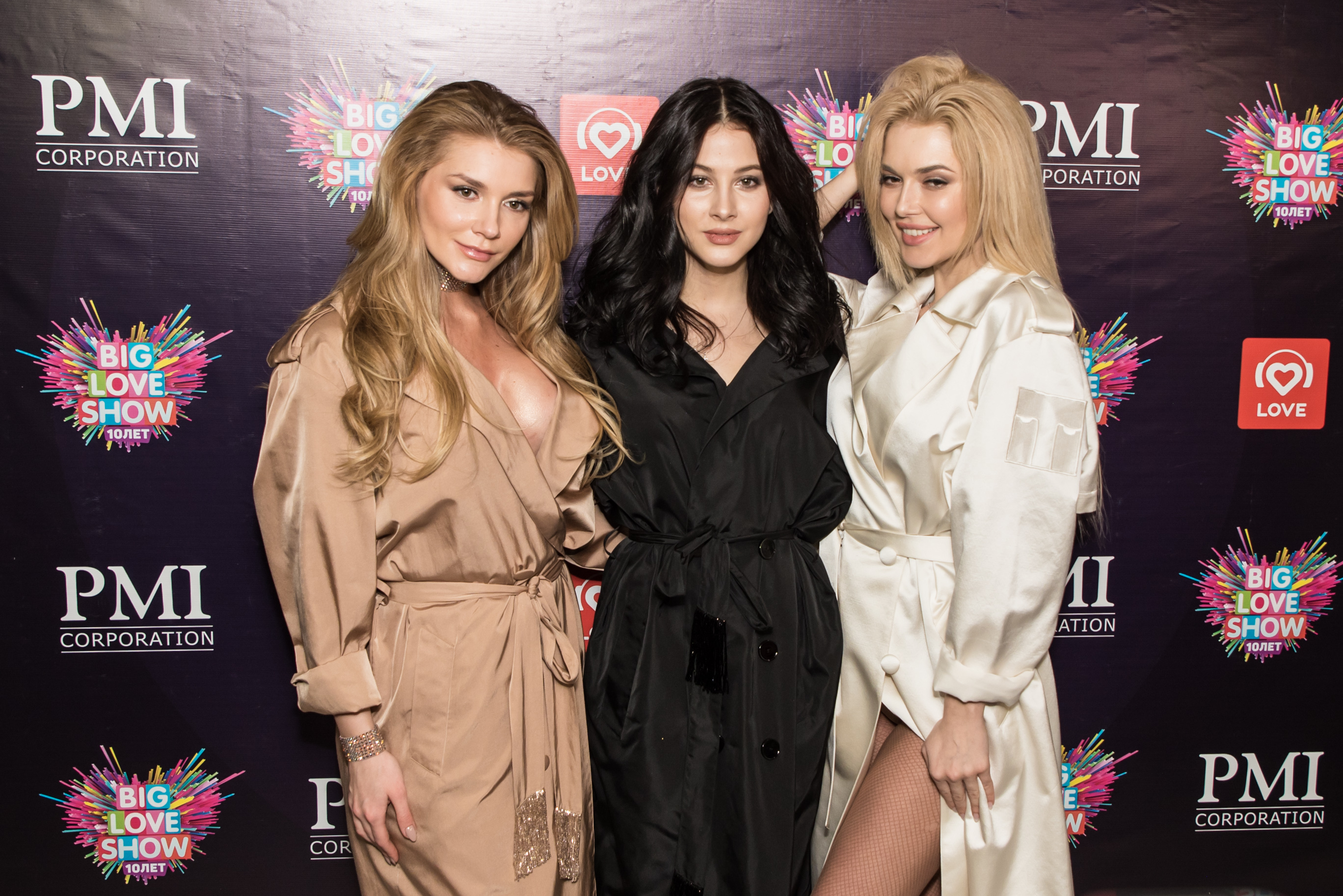
Il trio nella formazione 2013-2018

### Ultima
- Ul'jana Sineckaja (2018–2025)
- Sofija Tarasova (2020–2025)

### Ex membri
- Alëna Vinnickaja (2000–2003)
- Nadežda Granovskaja (2000–2002; 2002–2006; 2009–2011)
- Tat'jana Najnik (2002)
- Anna Sedokova (2002–2004)
- Vera Brežneva (2003–2007)
- Svitlana Loboda (2004)
- Al'bina Džanabaeva (2004–2013)
- Kristina Koc-Gotlib (2006)
- Ol'ga Korjagina (2006–2007)
- Meseda Bagaudinova (2007–2009)
- Tat'jana Kotova (2008–2010)
- Eva Bušmina (2010–2013)
- Santa Dimopulos (2011–2012)
- Erika Herceh (2013–2020)
- Miša Romanova (2013–2018)
- Anastasija Konežnikova (2013–2018)
- Ol'ga Meganskaja (2018–2020)
- Ksenija Popova (2020–2022)

### Membri del gruppo gestito da Kostjuk
- Daša Medovaja (2013–2014)
- Daša Rostova (2013–2015)
- Ajna Vil'berh (2013–2014)
- Irina Ostrovskaja (2014–2015)
- Elena Tolstonogova (2014–2015)

## Discografia

### Album in studio
- 2001 – Popytka № 5
- 2003 – Stop! Snjato!
- 2003 – Stop! Stop! Stop! (come Nu Virgos)
- 2003 – Biologija
- 2007 – L.M.L. (come Nu Virgos)

### Raccolte
- 2005 – Brillianty
- 2006 – MP3 Collection
- 2007 – Pocelui
- 2008 – Ėmansipacija
- 2008 – Lučšie pensi
- 2014 – Mp3 play. Muzykal'naja kollekcija
- 2015 – Vsë lučšee v odnom

### Singoli
- 2000 – Popytka № 5
- 2000 – Obnimi menja
- 2001 – Bomba
- 2001 – Ja ne vernus'
- 2002 – Stop! Stop! Stop!
- 2002 – Good Morning, papa!
- 2003 – Ja ne ponjala (con Vjerka Serdjučka)
- 2003 – Ne ostavljaj menja, ljubimyj
- 2003 – Ubej moju podrugu
- 2003 – Vot taki dela
- 2003 – Okean i tri reki (con Valerij Meladze)
- 2003 – Stop! Stop! Stop! (EN)
- 2003 – Kill My Girlfriend / 愛の罠
- 2004 – Till the Morning Light
- 2004 – Don't Ever Leave Me Love
- 2004 – Ne nado
- 2004 – Biologija
- 2004 – Pritjažen'ja bol'še net (con Valerij Meladze)
- 2004 – Mir, o kotorom ja ne znala do tebja
- 2005 – Net ničego chuže (con TNMK)
- 2005 – Brillianty
- 2006 – Obmani, no ostan'sja
- 2006 – L.M.L.
- 2006 – Bomba 2006
- 2006 – Cvetok i nož
- 2007 – Poceluj
- 2007 – Take You Back
- 2007 – I Don't Want a Man  (con TNMK)
- 2007 – L.M.L. (EN)
- 2008 – Ja ne bojus'
- 2008 – My Emancipation
- 2008 – Amerikanskaja žena
- 2009 – Anti-gejša
- 2009 – Sumasšedšij
- 2010 – Pošël von!
- 2010 – Den' bez tebja
- 2012 – Allo, mam!
- 2013 – Peremirie
- 2014 – U menja pojavilsja drugoj (con Vachtang)
- 2014 – Kislorod (con Mot)
- 2015 – Ėto bylo prekrasno
- 2015 – Tak sil'no
- 2016 – Kto ty mne?
- 2017 – Moë serdce zanjato
- 2018 – Ja poljubila monstra
- 2019 – LjuboL'
- 2019 – 1+1
- 2020 – Rikošet
- 2021 – Anti-gejša 2021
- 2021 – Rodnikovaja voda
- 2021 – Maneken
- 2025 – Galileo